# 東邦モーターズ
東邦モーターズ（とうほうモーターズ）は、自動車販売を主な業務としてきた日本の企業である。1992年までは自動車輸入業務も行っており、2008年2月に自動車関係業務から撤退した現在でも東京都目黒区目黒大橋のマンションや元品川営業所（現在のBMW東京　品川営業所）などの不動産を所有し、不動産賃貸業を営む。

## 歴史
1950年、米国留学経験を持つ香川県小豆島出身の実業家、大森蕃樹がGHQ勤務の米軍大尉の仲介で、オールズモビル、オペルの輸入代理権を獲得、輸入車ディーラーが軒を連ねていた当時の赤坂溜池町20番地（現・赤坂東邦ビル所在地）に開業した。厳しい輸入制限・輸入割当制度が布かれていた1950年代前半にもかかわらず、公職追放中であった保守政治家・三木武吉を会長に迎えるなどして業績を伸ばし、ヤナセと並ぶ老舗として業界内での存在感を高めていった。
扱い車種の中で特にオペルは、日本車の水準が立ち遅れていた1950年から1960年代には性能もスタイルも数段上手であった反面、BMWやメルセデス・ベンツのような民族資本系ドイツ車よりは機構が常識的なことから価格が割安で、整備も容易であったため、当時のオーナードライバー層に広く歓迎され、多数が輸入販売された。愛好者のクラブも活発に活動していたほどであった。東邦モーターズ自身もオペル・レコルトを当時の人気テレビドラマ「ザ・ガードマン」に登場させるなど活発なPR活動を行った。1963年に新築された赤坂の本社ビルは広大なショールームを持つのみならず、整備工場や車両置き場へエレベーターで車両を運搬するなど、当時の最新式の設備を誇っていた。
しかし、1975年に施行された昭和50年排出ガス規制にオペルは対応せず、親会社のGMが欧州事業に専念させたため、オペル車の輸入は同年をもって一旦中止されることになり、1973年の第一次石油危機でオールズモビルを含むアメリカ車の人気が急落すると同社の運命は暗転する。1977年からは倒産した安宅産業系のロイヤル・モータースからフィアット・ランチアの輸入権を獲得し、フィアット・131やX1/9、ランチア・ベータ・クーペなどを輸入し、レコルト、1900GT、マンタ各車の代替需要を狙ったが、排出ガス規制対策でパワーダウンし、対米輸出向け仕様変更でスタイルも損なわれ、かつ品質的にも最悪の時期にあったこれらイタリア車の販売は不振であった。オールズモビルが日本市場から撤退し、三菱自動車の「カープラザ店」を開業して日本車販売を手がけたりしたのもこの時期であり、地方拠点の閉鎖などで従業員数を大幅に削減する厳しい経営合理化を断行した。
ついに1980年にはBMW JAPANのサブディーラーとしてBMW車の販売を開始、ようやく従来の顧客層をつなぎとめることに成功、以来BMWの販売が同社の主力業務となった。2008年初頭の段階ではBMW目黒、BMW品川、MINI品川の3営業拠点を持ち、インポーター直営のBMW Tokyo、Yanase BMW（ヤナセ）、Abe BMW （元トライアンフ輸入元）と並ぶ城南地区の主力販売店であった。
1983年にはフィアット・ランチアの輸入から撤退、少数限定枠を利用してマンタ(B)の輸入を再開、その後もレコルト(E2)、オメガ(A)、カデット(E)、アスコナ(C)、セネター(A)などを輸入販売したものの、上述のとおり東邦モーターズの販売の主力はすでにBMWに移っており、オペル車の販売が振るわないまま1992年をもってオペルの自動車輸入業務から撤退した。
2008年2月をもって、自動車ディーラーとしての営業を終了した。その後は不動産会社に業態転換し現在に至る。

## 沿革
- 1950年1月26日 - オールズモビル、オペルの特約販売店契約を締結
- 1950年3月15日 - 設立。営業開始
- 1977年 - フィアット、ランチアの日本総輸入元となる（1982年まで）
- 1980年 - BMWの正規ディーラー権を取得、営業開始
- 2008年 - 2月をもって、BMWの正規ディーラー権を返上。BMW目黒を閉鎖。BMW品川・MINI品川は「BMW東京」に運営を移管